# Фейрбенкс (Вісконсин)
Фейрбенкс (англ. Fairbanks) — місто (англ. town) в США, в окрузі Шавано штату Вісконсин. Населення — 538 осіб (2020).

## Демографія
Згідно з переписом 2010 року, у місті мешкало 616 осіб у 234 домогосподарствах у складі 176 родин. Було 292 помешкання
Расовий склад населення:
| - 97,4 % — білих - 0,8 % — корінних американців - 0,3 % — чорних або афроамериканців |

До двох чи більше рас належало 1,5 %. Частка іспаномовних становила 0,0 % від усіх жителів.
За віковим діапазоном населення розподілялося таким чином: 20,6 % — особи молодші 18 років, 61,9 % — особи у віці 18—64 років, 17,5 % — особи у віці 65 років та старші. Медіана віку мешканця становила 47,1 року. На 100 осіб жіночої статі у місті припадало 101,3 чоловіків;  на 100 жінок у віці від 18 років та старших — 107,2 чоловіків також старших 18 років.
Середній дохід на одне домашнє господарство  становив 58 189 доларів США (медіана — 47 554), а середній дохід на одну сім'ю — 69 917 доларів (медіана — 61 375). Медіана доходів становила 41 125 доларів для чоловіків та 35 000 доларів для жінок. За межею бідності перебувало 7,0 % осіб, у тому числі 0,0 % дітей у віці до 18 років та 7,9 % осіб у віці 65 років та старших.
Цивільне працевлаштоване населення становило 341 особа. Основні галузі зайнятості: виробництво — 23,5 %, освіта, охорона здоров'я та соціальна допомога — 13,5 %, будівництво — 11,7 %.